# Verkhniaïa Toura
Verkhniaïa Toura (en russe : Верхняя Тура) est une ville de l'oblast de Sverdlovsk, en Russie. Elle compte 9 205 habitants en 2014

## Géographie
Verkhniaïa Toura se trouve dans l'Oural, sur le cours supérieur de la rivière Toura, dans le bassin de l'Ob, à 10 km au nord-est de Kouchva, à 177 km au nord-nord-ouest de Iekaterinbourg et à 1 369 km à l'est de Moscou. 
Verkhniaïa Toura fait partie du raïon de Kouchva.

## Histoire
L'origine de Verkhniaïa Toura remonte à la fondation, en 1737, d'une usine sidérurgique au bord de la rivière Toura et appelée pour cette raison Tourinski Zavod (Usine de la Toura). Une nouvelle usine construite quelques années plus tard en aval de la première fut appelée Nijnietourinski Zavod (Нижнетуринский завод). La première fut alors renommée Verkhnetourinski Zavod (Usine de la Toura supérieure) et la localité associée devint ultérieurement Verkhniaïa Toura. Elle est desservie depuis 1906 par le chemin de fer de la ligne Kouchva – Serov. Verkhniaïa Toura accéda au statut de commune urbaine en 1928, puis à celui de ville en 1941.

## Population
Recensements (*) ou estimations de la population
| 1926* | 1939*  | 1959*  | 1970*  | 1979*  | 1989*  |
| ----- | ------ | ------ | ------ | ------ | ------ |
| 7 371 | 17 902 | 17 509 | 16 318 | 14 591 | 13 573 |

| 2002*  | 2006   | 2010* | 2012  | 2013  | 2014  |
| ------ | ------ | ----- | ----- | ----- | ----- |
| 11 097 | 10 717 | 9 461 | 9 377 | 9 235 | 9 205 |